# Гебелев, Михаил Львович
Михаи́л Льво́вич Ге́белев (15 октября 1905, Узляны, Минская губерния — 15 августа 1942, Минск, Генеральный округ Белоруссия) — один из руководителей коммунистического подполья в городе Минске в период немецкой оккупации Белоруссии во время Второй мировой войны. Секретарь Тельмановского подпольного райкома, руководитель подполья в Минском гетто. Арестован и казнён нацистами в 1942 году.

## Биография
Родился в деревне Узляны (ныне Пуховичский район, Минская область) в 1905 году. Его отец, Лейба Гебелев, был столяром-краснодеревщиком. Его мать, Рися, умерла в 1919 году от тифа и Лейба остался с восемью детьми — 4 мальчика и 4 девочки. В Узлянах в 1920-е годы Михаил был секретарём комсомольской организации и депутатом сельского Совета.
В 1927 году его призвали в армию, службу он проходил в Бобруйске, в 10-м стрелковом полку 4-й дивизии имени Германского пролетариата. Во время службы окончил полковую школу, стал командиром отделения и вступил в ВКП(б).
В этот же период он познакомился с Хасей, дочерью парикмахера из местечка Любоничи (ныне Кировский район, Могилёвская область), и женился на ней.
После демобилизации переехал в Минск и работал столяром на заводе имени Молотова. Параллельно учился на рабфаке, в Комвузе и школе пропагандистов. После окончания этой школы в 1939 году и до начала Великой Отечественной войны был назначен инструктором-пропагандистом Сталинского райкома ВКП(б) города Минска. Семья Гебелева — он сам, жена и три дочери (младшая Светлана родилась 8 июня 1941 года) жила в одной комнате в доме на ул. Мясникова.
24 июня 1941 года Гебелев поехал на армейский сборный пункт в Уручье, однако там царила паника и неразбериха. Гебелев вернулся в Минск и возглавил подполье в созданном нацистами 20 июля 1941 года еврейском гетто.
В июле 1942 года был арестован оккупационными властями и казнён. Точная дата казни и место захоронения тела до сих пор неизвестны. В гетто погибли также шестнадцать его родственников.

## Подпольная деятельность
После гибели в одной из облав в гетто летом 1941 года Якова Киркаешто Гебелев стал членом руководящей «тройки» подполья гетто, включавшего кроме него Исая Казинца и Гирша Смоляра. Как единственный минчанин в руководстве, хорошо знавший город Гебелев был связным между подпольем гетто и «русскими районами».
За мужество и личную храбрость Гебелев получил кличку «Бесстрашный Герман». Гебелев занимался многими вопросами подпольной работы, в первую очередь отбором и отправкой боеспособных узников гетто в партизанские отряды. Кроме этого он занимался созданием первой подпольной типографии, прятал в укрытиях гетто городских подпольщиков, которых искало гестапо. В сотрудничестве с членом городского магистрата Василием Орловым, ответственным за деятельность русских детских домов, была налажена система спасения еврейских детей. В городскую управу в оговоренное время из гетто приводили якобы подкинутых или беспризорных детей, их распределяли в детские дома.
После ареста 26 марта 1942 года Исая Казинца Гебелев, по утверждению Гирша Смоляра, «фактически стал в это время одним из руководителей общегородской организации».
В начале мая 1942 года на совещании руководства минского подполья в городе было создано 5 подпольных райкомов ВКП(б). Тельмановский райком (гетто) возглавил Гебелев.
Гестапо вело розыск руководства подполья и летом 1942 года в подполье было принято решение отправить Гебелева в партизанский отряд. После войны земляк Гебелева Симон Шнайдер, также бывший узником Минского гетто, рассказал Хасе Гебелевой:

Я был там, на площади, откуда отправлял группу из гетто в партизанский отряд Миша Гебелев. Он должен был уйти с этой группой в партизаны. В грузовике оставалось одно место — для него. Но он увидел меня и сказал: «Езжай ты, Симон. Я в следующий раз…». Я отказывался. Он настоял. Он умел убеждать. Он спас меня. А сам…

В июле 1942 года Гебелев был арестован в городе и заключён в тюрьму. Подпольщики готовили его побег, собрали деньги и нашли надзирателя, готового им помочь. Однако Гебелева неожиданно перевели из городской тюрьмы в здание гестапо затем повесили.
После смерти Гебелева и ухода Гирша Смоляра в партизаны в ноябре 1942 года подпольный райком прекратил свою деятельность, а оставшиеся подпольщики также ушли в партизаны. Историк Давид Мельцер писал:

Усилиями подпольного комитета Минского гетто, возглавляемого Михаилом Гебелевым, удалось вывести в леса около десяти тысяч человек. Ими были созданы или значительно пополнены девять партизанских отрядов и 208-й отдельный партизанский полк

## Награды и увековечивание памяти

Мемориальная доска М. Л. Гебелеву в Минске

После войны деятельность Гебелева как и других еврейских подпольщиков и партизан подвергалась замалчиванию. Лишь 13 мая 1965 года указом Президиума Верховного Совета СССР Михаил Гебелев посмертно был награждён орденом Отечественной войны II степени.
В Беларуси имя Гебелева как героя подполья впервые было публично озвучено 13 октября 1993 года в 50-летнюю годовщину гибели минского гетто. Имя Михаила Гебелева в числе других подпольщиков было названо в выступлении на торжественном юбилейном собрании председателем Верховного Совета Беларуси Станиславом Шушкевичем.
К столетию со дня рождения 15 октября 2005 года одной из улиц Минска было присвоено имя Михаила Гебелева. В это же день дочери Михаила Светлане Гебелевой была вручена награда: Президент Беларуси Александр Лукашенко наградил посмертно Михаила Гебелева медалью «60 лет освобождения Республики Беларусь от немецко-фашистских захватчиков». Портрет Михаила Гебелева для мемориальной доски создали заслуженный архитектор БССР, лауреат Ленинской премии, Государственной премии Республики Беларусь Леонид Левин и скульптор Александр Дранец. Под портретом отлиты строчки: «Улица названа именем одного из организаторов Минского антифашистского подполья, секретаря районной подпольной организации на территории Минского гетто в годы Великой Отечественной войны Михаила Львовича Гебелева. Погиб в 1942 году».
В 2005 году к 100-летию со дня рождения Мебельный переулок в городе Минске был переименован в улицу имени Гебелева. На доме № 1 установлена мемориальная доска.
Экспозиция в Белорусском государственном музее истории Великой Отечественной войны.

## Семья
Жена и дети Гебелева успели эвакуироваться и вернулись в Минск после войны. Отец Михаила Лейба в 1941 году убил немецких солдат, остановившихся у него в доме в Узлянах, и бежал в Минск. Он погиб в Минском гетто.
Жена Михаила Хася Гебелева умерла в Минске 20 сентября 1987 года. Все три дочери Гебелева со своими семьями живут в США.
Брат — Григорий Львович Гебелев (1895, Узляны — 1962, Минск) — советский мастер народного искусства. Занимался инкрустацией по дереву.